# Ephraim Kishon

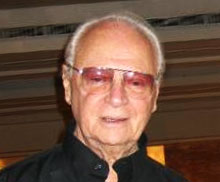
Ephraim Kishon

Ephraim Kishon (Hebreeuws: אפרים קישון), geboren als Ferenc Hoffmann (Boedapest, Hongarije, 23 augustus 1924 – Appenzell, Zwitserland, 29 januari 2005) was een Israëlische satiricus van Hongaarse afkomst. Daarnaast is hij ook werkzaam geweest als journalist, schrijver van verhalen en toneelstukken en filmregisseur. De meeste van zijn werken - boeken, artikelen en films - hadden een satirische of anderzijds humoristische inslag. Boeken door Kishon werden in 36 talen uitgegeven, waaronder vele ook in het Nederlands. Kishon schreef zelf in het Hebreeuws, Duits en Hongaars.